# هتل بروکسل

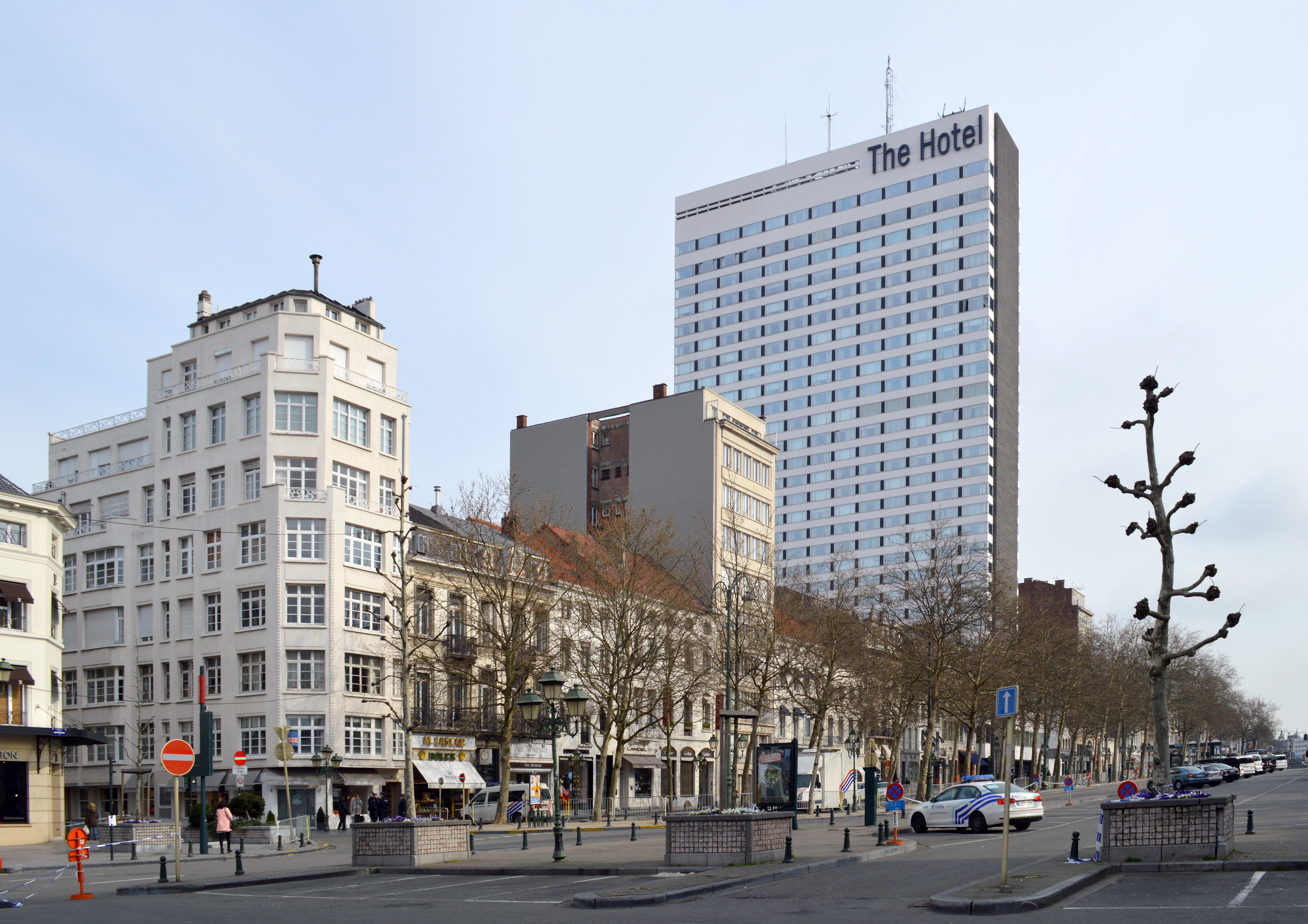
نمایی از هتل بروکسل

هتل بروکسل (به انگلیسی: The Hotel Brussels) یک هتل چهار ستاره است که در بروکسل کشور بلژیک قرار دارد که توسط گروه هتل‌داری سوئدی پاندوکس اداره می‌شود. ساختمان هتل توسط هتل‌های هیلتون بروکسل در سال ۱۹۶۹ افتتاح شد. شرکت پاندوکس این ساختمان را در سپتامبر ۲۰۱۰ خریداری کرد و مدیریت آن را در فوریه ۲۰۱۱ بر عهده گرفت و بازسازی کامل ۲۷ طبقه را آغاز کرد. بازسازی پس از یک دوره دو ساله به پایان رسید.

## تاریخچه
این هتل در دهه ۱۹۶۰ به عنوان یکی از نخستین هتل‌های بین‌المللی در بروکسل ساخته شد. در آن زمان ساختمان‌ها در محله واترلو با معماری نئوکلاسیک و یا معماری احیای رنسانس ساخته شده بود. در مارس ۲۰۱۴ باراک اوباما رئیس‌جمهور ایالات متحده آمریکا و همراهان وی ۲۸۳ اتاق را برای اقامت در شهر بروکسل در این هتل و یک هتل دیگر اجاره کردند.